# O Ócio Criativo
Loisir Créatif est le titre d'un livre du sociologue du travail italien Domenico De Masi  et est également un concept de travail que l'auteur définit à travers l'intersection de trois éléments: le travail, l'étude et le jeu.
- Travail (économie): c'est le travail lui-même, où les fonctions nécessaires à la réalisation d'une tâche.

- Étudier: c'est la possibilité d'obtenir des connaissances par l'étude constante en utilisant les ressources que fournit la société numérique; comme l'utilisation d'Internet, par exemple.

- Jeu: c'est l'espace ludique de oisiveté, de jeu et de socialisation qui doit être présent dans toute activité réalisée. C'est une façon d'éviter la mécanisation du travail, de lui donner une «vie».

Lorsque l'individu parvient à réunir ces trois points, conscient qu'il pratique un loisir créatif , qui est une expérience harmonieuse et unique, qui apporte toujours une meilleure réadaptation à tous les besoins de la société préindustrielle, en respectant l'individualité du sujet et en apportant plus de joie et de productivité au travail lui-même.
Dans le livre, l'auteur explore des thèmes liés à ce qu'il appelle la société post-industrielle, dans lequel il considère, entre autres, les aspects suivants du monde d'aujourd'hui:
- La mondialisation financière utilise les moyens des télécommunications modernes et crée des défis pour la stabilité socio-économique des sociétés de diverses nations, soumises à des flux importants et rapides de capitaux financiers.

- Développement avec faible création d'emplois et de revenus, traité dans un autre livre de l'auteur Développement sans travail, qui pose des défis au capitalisme lui-même en raison des difficultés à créer une demande pour l'augmentation du volume de production de biens et de services, sans une distribution correspondante de revenus pour créer des consommateurs de ces biens et services et sans s'attaquer aux goulots d'étranglement écologiques qui peuvent rendre l'existence même de l'espèce humaine non viable.

- La féminisation du monde professionnel générant des tensions dans les relations entre les sexes, éduqués à exercer certains rôles qui subissent des changements plus rapides que les changements de mentalité nécessaires pour s'adapter à ces nouvelles attentes et frustrations des deux sexes.

- Perte d'utilité des idéologies et croyances traditionnelles en tant que régulateurs des relations sociales, sans remplacement par de nouvelles constructions mentales, émotionnelles et spirituelles qui soutiennent les décisions et les actions entre individus, qui perdent les références comportementales traditionnelles et ne trouvent pas de substituts à ces références qui ne sont plus applicables.

- Difficultés d’intégration des sujets sociaux émergents dans les relations établies entre les acteurs sociaux traditionnels.

Les changements mentionnés ci-dessus génèrent, selon l’auteur, une profonde insatisfaction, dérivée du modèle occidental très centré sur l’idolâtrie du travail, du marché et de la compétitivité. En guise d’alternative, il propose un modèle centré sur d’autres prémisses, telles que:
- Structurer les activités humaines dans une combinaison équilibrée de travail, d’études et de loisirs.

- Valoriser et enrichir le temps libre, résultant d'une grande disponibilité financière pour certains et d'une réduction du temps nécessaire au travail pour beaucoup.

- Améliorer le processus de production et de distribution des richesses résultant des fortes augmentations de productivité résultant des progrès rapides et accélérés des connaissances et de la créativité humaine.

- Répartition consciente du temps, du travail, de la richesse, des connaissances et du pouvoir, minimisant les sources de conflit entre les personnes et les groupes.

- Valoriser les besoins réels des personnes en éduquant les individus et les sociétés sur l’importance des besoins fondamentaux, tels que l’introspection, la coexistence, l’amitié, l’amour et les activités récréatives. Dans ce cas, les besoins créés par la publicité et la recherche de statut passeraient au second plan.